# 國家軍事學校戰略研究所
國家軍事學校戰略研究所（IRSEM），是隸屬於法国国防部的軍事研究機構。
它位於巴黎軍事學校的建築群中，擁有大約40名員工。它在2009年至2015年期間由Frédéric Charillon管理，在2016年至2022年期間由Jean-Baptiste Jeangène Vilmer管理。 IRSEM由法國國防部全額資助，是該部的一個獨立部分。

## 歷史
IRSEM於2009年9月事實上創立，於2010年10月15日法律上成立，並隸屬於法國軍事參謀部（État-Major des Armées，EMA）5年，直到2015年才由國際關係和戰略總局（Direction générale des relations internationales et de la stratégie，DGRIS）監督。截至2020年9月，IRSEM已成為DGRIS國防戰略、遠見和反擴散的一部分。